# 北朝鮮の勲章
北朝鮮の勲章では、朝鮮民主主義人民共和国(以下北朝鮮)で制定されている勲章について記す。

## 概要
大日本帝国領だった朝鮮半島では、後に北朝鮮政府高官となる人物が多数ソビエト連邦へ亡命していた。すべての人物というわけでは無いが、その中の多くはソ連軍に勤務し、ソビエトの栄典制度を学んでいた。
第二次世界大戦が終結するとソビエト連邦とアメリカ合衆国による朝鮮半島分割に伴い、ソ連に亡命していた者が北朝鮮（ソ連占領区）に帰還した。そのため、北朝鮮では独立後僅か一か月で栄典制度が形成されたのである。当初、北朝鮮の勲章はソビエトで製造されており、材質や形式などもソビエトの勲章に倣っていた。

## 栄典一覧

### 称号
| 画像 | 名称 (日本語/朝鮮語)                    | 制定年月日    | 補足 |
|      | 朝鮮民主主義人民共和国英雄 공화국영웅   | 1950年6月30日 | 共和国英雄は1972年に金日成勲章が制定されるまで、国内で最高位の勲章であった。主に朝鮮戦争での多大な功績に対して贈られていたこの称号は、受章の際国旗勲章1等も同時に贈られており、受章者の故郷には個人の銅像も建立されていた。 朝鮮民主主義人民共和国英雄はソ連邦英雄を基にしている。 |
|      | 朝鮮民主主義人民共和国労力英雄 로력영웅 | 1951年7月17日 | 労力英雄も1972年に金日成勲章が制定されるまでは最高位勲章に付けていた。朝鮮労働党のために社会的活動を行った人民に対し広く授与される。授与の際は国旗勲章も贈られる。 朝鮮民主主義人民共和国労力英雄は社会主義労働英雄を基にしている。                                                |

### 勲章
| 画像                                         | 名称 (日本語/朝鮮語)                                                      | 制定年月日     | 補足 |
|                                              | 金日成勲章 김일성 훈장                                                    | 1972年3月20日  | 現時点で北朝鮮最高位の勲章である。革命に対する貢献や、国内外で北朝鮮の尊厳を高める活動をした者に贈られる。通常は金日成の誕生日である4月15日付近で授与される。最初の受章者は金正日。                        |
|                                              | 金正日勲章 김정일 훈장                                                    | 2012年2月3日   | 金正日70回目の誕生日を記念して、彼の死後制定された。主に朝鮮労働党の発展に貢献した人物や団体に贈られる。                                                                                                   |
|                                              | 国旗勲章 第1級 국기훈장 제1급                                             | 1948年10月2日  | 北朝鮮で初めて制定された勲章である。法令により、国内最高位とされている勲章(共和国英雄や金日成勲章など)授与の際には同時に贈られる。主に党や軍、科学や芸術、文化などあらゆる北朝鮮への功労が授与対象となる。 |
|                                              | 国旗勲章 第2級 국기훈장 제2급                                             | 1948年10月2日  | |
|                                              | 国旗勲章 第3級 국기훈장 제3급                                             | 1948年10月2日  | |
|                                              | 朝鮮労力勲章 조선로력훈장                                                 | 1951年7月17日  | 特筆すべき労働に対して授与される。 |
| （左: 第1級、右: 第2級） （第1級） （第2級） | 戦士栄誉勲章 第1級 전사영예훈장 제1급                                     | 1950年6月25日  | 戦時下における軍功に対して授与される。 |
| （左: 第1級、右: 第2級） （第1級） （第2級） | 戦士栄誉勲章 第2級 전사영예훈장 제2급                                     | 1950年6月25日  | |
|                                              | 李舜臣勲章 第1級 리순신장군훈장 제1급                                     | 1950年7月13日  | 海軍の将官や指揮官に対して授与される。 |
|                                              | 李舜臣勲章 第2級 리순신장군훈장 제2급                                     | 1950年7月13日  | |
| （左: 第1級、右: 第2級） （第1級） （第2級） | 自由独立勲章 第1級 자유독립훈장 제1급                                     | 1951年7月17日  | 自由独立勲章はもともと朝鮮戦争での武勲に対し授与されていた。当初はピンで衣服に佩用する勲章であったが、金正日により首許への佩用形式に変更された。 現在では政治的な面での功績に対して贈られる。              |
| （左: 第1級、右: 第2級） （第1級） （第2級） | 自由独立勲章 第2級 자유독립훈장 제2급                                     | 1951年7月17日  | 朝鮮戦争時、朝鮮・中国双方の兵士に授与された。こちらも金正日により首許佩用へ変更された。 |
|                                              | 軍事服務栄誉勲章 第1級 군사복무영예훈장 제1급                             | 1973年7月3日   | |
|                                              | 軍事服務栄誉勲章 第2級 군사복무영예훈장 제2급                             | 1973年7月3日   | |
|                                              | 軍事服務栄誉勲章 第3級 군사복무영예훈장 제3급                             | 1973年7月3日   | |
|                                              | 石炭・鉱業服務栄誉勲章 第1級 석탄광업복무영예훈장 제1급                   | 1973年9月3日   | |
|                                              | 石炭・鉱業服務栄誉勲章 第2級 석탄광업복무영예훈장 제2급                   | 1973年9月3日   | |
|                                              | 石炭・鉱業服務栄誉勲章 第3級 석탄광업복무영예훈장 제3급                   | 1973年9月3日   | |
|                                              | 軍需工服務栄誉勲章 勤続10年 군수공복무영예훈장 10                         |                | |
|                                              | 軍需工服務栄誉勲章 勤続20年 군수공복무영예훈장 20                         |                | |
|                                              | 軍需工服務栄誉勲章 勤続30年 군수공복무영예훈장 30                         |                | |
|                                              | 水産服務栄誉勲章 第1級 수산복무영예훈장 제1급                             |                | |
|                                              | 水産服務栄誉勲章 第2級 수산복무영예훈장 제2급                             |                | |
|                                              | 鉄道服務栄誉勲章 第1級 철도복무영예훈장 제1급                             |                | |
|                                              | 鉄道服務栄誉勲章 第2級 철도복무영예훈장 제2급                             |                | |
|                                              | 鉄道服務栄誉勲章 第3級 철도복무영예훈장 제3급                             |                | |
|                                              | 朝鮮民主主義人民共和国親善勲章 第1級 조선민주주의인민공화국친선훈장 제1급 | 1985年         | 外国人に対して授与される勲章である。 アントニオ猪木 2010年9月15日 日森文尋 2017年8月15日 |
|                                              | 朝鮮民主主義人民共和国親善勲章 第2級 조선민주주의인민공화국친선훈장 제2급 | 1985年         | 外国人に対して授与される勲章である。 アレハンドロ・カオ・デ・ベノス ノルベルト・フォラツェン 1999年 エルスワース・カルヴァー 2006年1月10日 劉曉明 2010年2月3日                                             |
|                                              | 三大革命赤旗勲章 3대혁명붉은기훈장                                        | 1986年11月20日 | |

### 記念勲章
| 画像 | 名称 (日本語/朝鮮語)                                                              | 制定年月日    | 補足 |
|      | 朝鮮人民軍創建記念勲章 조선인민군창건기념훈장                                     | 1968年1月25日 | この勲章は朝鮮人民軍創建20周年を記念して制定された。                                                                       |
|      | 朝鮮民主主義人民共和国創建20周年記念勲章 조선민주주의인민공화국창건20주년기념훈장 | 1968年5月24日 | この勲章は1968年9月9日に一度だけ授与された。主に北朝鮮の建国や、それからの20年間における発展に貢献した者を授与対象とした。 |
|      | 朝鮮民主主義人民共和国創建記念勲章 조선민주주의인민공화국창건기념훈장             | 1978年        | この勲章は北朝鮮創建30周年を記念して制定された。のち40周年記念の際にも授与されたので、最大で2回受章できる可能性があった。  |
|      | 祖国解放戦争勝利40周年記念勲章 조국해방전쟁승리40돐기념훈장                       | 1993年        | |
|      | 3月5日記念勲章 3월5일기념훈장                                                     | 1986年3月3日  | |
|      | 朝鮮人民軍創建60周年記念勲章 조선인민군창건60돐기념훈장                           | 1992年        | |
|      | 首都建設記念勲章 수도건설기념훈장                                                 | 1992年        | |
|      | 朝鮮民主主義人民共和国創建50周年記念勲章 조선민주주의인민공화국창건50돐년기념훈장 | 1998年        | |
|      | 祖国解放戦争勝利60周年記念勲章 조국해방전쟁승리60돐기념훈장                       | 2013年        | 2016年6月現在最も新しい勲章である。                                                                                        |

### メダル
| 画像 | 名称 (日本語/朝鮮語)                                            | 制定年月日     | 補足                             |
|      | 軍功メダル 군공메달                                             | 1949年7月13日  | 軍功に対して贈られる。           |
|      | 功労メダル 공로메달                                             | 1949年7月13日  | 称賛される功労に対して贈られる。 |
|      | 軍事服務栄誉メダル 군사복무영예메달                             | 1973年7月3日   |                                  |
|      | 農業功労メダル 농업공로메달                                     | 1974年12月24日 |                                  |
|      | 朝鮮民主主義人民共和国親善メダル 조선민주주의인민공화국친선메달 | 1985年         |                                  |
|      | 祖国統一賞 조국통일상                                           | 1990年         |                                  |

#### 記念メダル
| 画像                                               | 名称 (日本語/朝鮮語)                                                                                 | 制定年月日     | 補足                                         |
|                                                    | 朝鮮1945年8月15日記念メダル 조선 1945.8.15                                                           | 1948年10月16日 |                                              |
|                                                    | 1950年-1953年大祖国解放戦争記念メダル 조국해방전쟁 기념메달 위대한 조국해방전쟁을 기념하여 1950–1953 | 1953年8月15日  | 朝鮮戦争に参戦したすべての兵士に授与された。 |
|                                                    | 1950年-1953年祖国解放戦争参戦記念メダル 조국해방전쟁참전기념메달 1950–1953                           | 1953年8月15日  | 朝鮮戦争に参戦したすべての兵士に授与された。 |
| Commemorative Medal "Fatherland Liberation" Ribbon | 祖国解放記念メダル 조국해방기념메달                                                                  |                |                                              |
|                                                    | 朝鮮民主主義人民共和国創建記念メダル 조선민주주의인민공화국창건기념메달                              |                |                                              |
|                                                    | 在日本朝鮮人総聯合会20周年記念メダル 20총련기념메달                                                  | 1975年5月20日  |                                              |
|                                                    | 晴江発電所ダム建設記念メダル 정강산발전소건설기념메달                                                | 1990年         |                                              |
|                                                    | 首都建設記念メダル 수도건설기념메달                                                                  | 1992年         |                                              |
|                                                    | 平壌・南浦高速道路建設記念メダル 평양-남포고속도로건설기념메달                                       |                |                                              |
|                                                    | 閲兵式記念メダル 열병식기념메달                                                                      |                | 閲兵式に参加した部隊に授与される。           |
|                                                    | 熙川発電所建設記念メダル 희천발전소건설기념메달                                                      | 2011年10月23日 |                                              |
|                                                    | 白頭山英雄青年発電所建設記念メダル 백두산청년발전소건설기념메달                                      | 2016年         |                                              |

### バッジ
| 画像 | 名称 (日本語/朝鮮語)                                        | 制定年月日   | 補足 |
|      | 朝鮮人民軍創建20周年記念バッジ 조선인민군창건20주년기념휘장 | 1968年2月8日 |      |
|      | 千里馬栄誉バッジ 전리마 영예 휘장                           | 1968年       |      |